# Tjurpannan
Tjurpannan este o arie protejată (arie specială de conservare — SAC, sit de importanță comunitară — SCI) din Suedia întinsă pe o suprafață de 271,4 ha, integral pe uscat.

## Localizare
Centrul sitului Tjurpannan este situat la coordonatele 58°43′21″N 11°11′06″E / 58.7224°N 11.1851°E.

## Înființare
Situl Tjurpannan a fost declarat sit de importanță comunitară în aprilie 2004 pentru a proteja un număr necunoscut de specii din flora spontană și fauna sălbatică aflate în arealul zonei. Situl a fost protejat și ca arie specială de conservare în martie 2011.

## Biodiversitate
Situată în ecoregiunile boreală și marină Atlantică, aria protejată conține 5 habitate naturale: Pajiști uscate europene, Vegetație anuală la limita mareei, Faleze cu vegetație de pe coastele atlantice și baltice, Pajiști fino-scandinave uscate până la mezice, bogate în specii de altitudine mică, Pajiști umede nord-atlantice cu Erica tetralix.
La baza desemnării sitului se află un număr nedeclarat de specii protejate.